# Nereide Nogueira
Nereide Nogueira (São Caetano do Sul, 14 de novembro de 1972) é uma atriz, apresentadora, locutora e ex-modelo brasileira.
Ficou conhecida por ter sido a primeira auxiliar de Milton Neves na televisão (no programa Super Técnico, da Rede Bandeirantes, em 99), inaugurando esta função em programas sobre futebol, além de ser a musa do videoclipe Pelados em Santos, do grupo musical Mamonas Assassinas.
Também trabalhou com Gugu em programas como Corrida maluca e TV Animal.
Ela também atuou na novela O Fim do Mundo, da TV Globo.

## Outros trabalhos
- 1994 - Capa revista MAN Nº79, de maio de 1994[8]